# Casa Oller (Castellterçol)
Casa Oller és una obra modernista de Castellterçol (Moianès) inclosa a l'Inventari del Patrimoni Arquitectònic de Catalunya.

## Descripció
Edifici aïllat de tipologia ciutat-jardí, alineat al carrer Ramón Albó. Consta de planta baixa, pis i golfes. La coberta és a dues vessants amb barbacana perimetral que corona l'edifici. La façana és de composició simètrica. Les obertures són rectangulars i al centre hi ha un balcó.